# David Furnish
David Furnish (25 de outubro de 1962) é um diretor de cinema, produtor e ex-publicitário canadense. É casado com o músico inglês Elton John.

## Vida e carreira
David Furnish nasceu em Toronto, Ontário, como filho de Jack Furnish (um diretor de escola aposentado) e de Gladys Furnish (uma dona-de-casa). Ele tem um irmão mais velho, John, e um irmão menor, Peter. Os atores Mike Myers e Eric McCormack estudaram juntos com ele durante seu ensino secundário. Em 1981, graduou-se no Instituto Colegial Sir John A. Macdonald. Em 1985, graduou-se de um programa de negócios na Universidade de Western Ontario, sendo recrutado posteriormente pela agência de publicidade Ogilvy & Mather. Acabou depois sendo transferido para o ofício de Londres pelo Conselho deles.
Um amigo mútuo de David Furnish e de Elton John convidou-o para um jantar na casa de John no dia 30 de outubro de 1993. Inicialmente, ele temia que o jantar fosse desagradável ou que Elton ficasse entediado, mas notou que o cantor era interessante e cativante. Ambos foram atraídos um pelo outro; John pediu o número de telefone de David para convidá-lo a um jantar particular na noite seguinte.
Em 1994, David demitiu-se, pois estava cada vez mais difícil balancear as demandas de sua posição e as demandas de sua nova vida com John.
Atualmente, é um editor contribuinte da revista Tatler e um colunista regular das revistas Interview e Gentlemen's Quarterly. Ele também participa do conselho da Elton John AIDS Foundation, comparecendo a eventos para apoiar a causa da fundação.
Elton John pediu a mão de David Furnish em casamento em maio de 2005, num jantar com amigos e familiares na mansão de John em Windsor. Em 21 de dezembro de 2005, o primeiro dia em que parcerias civis poderiam ser executadas na Inglaterra, eles se casaram e, posteriormente, tiveram dois filhos: Elijah e Zachary.